# Аптекарский приказ
Апте́карский прика́з (Ближний Государев Аптекарский приказ) — административно-судебный орган (приказ) в России XVII — начала XVIII века, в ведении которого находились светские аптекари, доктора и лекари, лекарства, служители и всё, что имело к этому отношение. Монастырскими больницами и медициной ведал Монастырский приказ.

## Аптекарский приказ XVII века
Традиционно указывается, что Аптекарский приказ известен по документам с 1632 года, хотя за 12 лет до этого, по словам Берха, существовала Аптекарская палата. Ещё ранее в Кремле действовала Государева аптека, обслуживавшая семью Ивана Грозного.
По мнению М. Б. Мирского, приказ был создан в 1581 году, а возможно и раньше, Т. С. Сорокина относит возникновение приказа к концу XVI века.
По разысканиям Р. Г. Скрынникова, аптекарское ведомство выделилось из дворцового при Борисе Годунове, который поставил его главой своего родственника С. Н. Годунова. «Аптекарский приказ, — пишет историк, — был придворным учреждением и обслуживал царскую семью и близкий к ней круг боярской знати. Ведущим медиком Аптекарского приказа был Кристофер Рихтингер, венгр по происхождению. Он прибыл в Москву с рекомендательным письмом от королевы Елизаветы… был практикующим врачом и не имел ученого диплома… В качестве служащих Аптекарского приказа врачи получали поместье с 30-40 крепостными крестьянами. По своему денежному окладу доктора приравнивались к окольничим. Из дворца медикам ежемесячно отпускали всякого рода натуральное обеспечение: четыре бочки мёда, четыре бочки пива, 60 возов дров, 150 рублей на свежие продукты. Каждый раз, когда прописанное врачом лекарство помогало царю, медик получал в награду 40 соболей либо бархат на кафтан.»
Участник Смуты французский наёмник Жак Маржерет сообщает в своих записках, что всеми врачами России ведал «аптечный боярин». Среди бояр, возглавлявших Аптекарский приказ, были Семён Никитич Годунов (1600—1605), Иван Борисович Черкасский (1628—1642), Фёдор Иванович Шереметев (1644—1646), Борис Иванович Морозов (1646—1648), Яков Куденетович Черкасский (около 1650 г.), Илья Данилович Милославский (1654—1668), Иван Михайлович Милославский (1668—1670), Артамон Сергеевич Матвеев (1672—1676), Никита Иванович Одоевский (1676—1689), Яков Никитич Одоевский (1689—1697), Прокопий Богданович Возницын (1699—1700).
Приказ занимал каменное здание напротив Чудова монастыря. Как правило, управляющий приказом боярин, или, по терминологии того времени, судья, совмещал в себе и должность главы Стрелецким приказом. Ведал полковой и дворцовой медицинской службой, организацией лечения больных и раненых, комплектованием медицинских кадров, аптечным делом. Уже с первой половины XVII века иноземные врачи приглашались в Россию не только для службы при дворе, но и, в войсках (в качестве полковых лекарей). С середины XVII века возникли небольшие аптеки на Дону, в Астрахани, Вильне, Новгороде, Киеве, Пензе, Курске, Пскове, Нижнем Новгороде и других городах, после того, как в полки стали посылать транспорты с лекарственными средствами из Москвы и провинциальных аптекарских складов. Учреждение ряда аптек регламентировалось специальными царскими указами (Казань, Вологда — 1671 г.). Первые частные («вольные») аптеки были учреждены Петром I в Москве в 1701—1714 годах.
В «казенке» под печатью приказного дьяка хранились «отборные врачебные средства», как правило, выписанные «из-за моря». Они предназначались исключительно для царской фамилии и на сторону отпускались только в исключительных случаях по высочайшему соизволению. Сохранились челобитные иностранцев и служилых людей с просьбой выделить для лечения снадобья из «царёвой аптеки». Например, шляхтич П. А. Калиновский 11 марта 1662 года бил челом царю:

Занемог я… заскорбел, лежу при деревни света житья не вижу четвёртый месяц… помираю голодною смертью, пить есть нечего… Вели государь для моей скорби дать снадобья и вели из казны выдать денег.
С 40-х годов XVII века обслуживание царских приближённых медиками Аптекарского приказа становится правилом. При необходимости, лекари выезжали и в отдалённые области страны для лечения бояр и военачальников.
Государева аптека и Новая аптека, открытая в 1672 году в Китай-городе, обладали монополией на торговлю лекарствами, которая была официально закреплена указом от 28 февраля 1673 г. Большинство лекарственных препаратов выписывались из Европы и стоили по тем временам больших денег. Так, в 1662 г. английский негоциант «Ивашко» Гебдон отчитывался русскому царю из Лондона:

…прислана мне твоя грамота из Аптекарского приказу, а велено мне иноземцу купить… аптекарских запасов против росписи, и купя… послать их на кораблях к Архангельскому городу… И те аптекарские запасы покладены в шести сундуках да в двух боченках да в одном тючке и наклеймены и отпущены на кораблях к Архангельскому городу… к Москве на подводах летним путём с великим бережением.
В царствование Алексея Михайловича приказ наладил систему заготовки лечебных трав в различных землях Русского государства. Занимались этим специально обученные травники. С 1654 г. при приказе работала Лекарская школа, в которой на протяжении 5—7 лет обучались дети стрельцов, дьяков и духовенства. Ученики собирали травы, трудились в аптеке и проходили практику в полку. Один из преподавателей школы, учёный монах Епифаний Славинецкий, в 1657 г. перевёл медицинский труд Везалия «Эпитоме» (1642).
На протяжении XVII века штат приказа заметно расширился: «если в 1631 г. в нём служили два доктора, пять лекарей, один аптекарь, один окулист, два толмача (переводчика) и один подьячий (причём особыми льготами пользовались иноземные доктора), то в 1681 г. в Аптекарском приказе служило 80 человек, среди них 6 докторов, 4 аптекаря, 3 алхимиста, 10 лекарей-иноземцев, 21 русский лекарь, 38 учеников лекарского и костоправного дела. Кроме того, было 12 подьячих, огородников, толмачей и хозяйственных рабочих». Среди докторов Аптекарского приказа выделялись англичане, хотя были также выходцы из Голландии, Германии, иногда других стран. Должности лекарей, аптекарей, алхимистов занимали только иностранцы.
Придворные доктора, допускаемые к венчанным особам, выписывались из-за границы, обладали значительными привилегиями и жили, как правило, в Немецкой слободе. В частности, большой вклад в развитие медицины внёс Л. А. Блюментрост, проработавший в Москве с 1668 по 1705 годы. Продолжили работу в приказе его сыновья Иван и Лаврентий Блюментросты. Первый русский врач, П. В. Постников, был зачислен в штат приказа только в 1701 году.
Функции Аптекарского приказа на протяжении XVII века расширялись. Во второй его половине в ведение приказа входило не только руководство аптеками, аптекарскими огородами и сбором лекарственного сырья, но также:
- приглашение на службу ко двору врачей (совместно с Посольским приказом);
- проверка документов об образовании приезжавших медиков;
- проведение экзаменов прибывшим врачам и аптекарям;
- контроль за их работой и её оплатой;
- распределение врачей по должностям;
- проверка историй болезни («докторских сказок»);
- подбор лекарей в стрелецкие полки и снабжение войск медикаментами;
- организация некоторых карантинных мер;
- судебно-медицинское освидетельствование;
- собирание и хранение травников, лечебников и других медицинских книг;
- подготовка российских лекарей (с 1654 г.);
- заготовка и продажа водки, вина, пива и мёда — один из основных источников финансирования деятельности приказа[3].

Аптекарский приказ просуществовал до 1721 года, постепенно уступая свои позиции главного органа руководства медициной Аптекарской канцелярии, созданной в 1707 году в Санкт-Петербурге. В ведении приказа совместно с Главной аптекой осталась лишь медицина Москвы и Московской губернии. В 1721 году приказ был преобразован в Московскую медицинскую контору, существовавшую до середины XIX века.

## Медицинское ведомство в XVIII веке
В 1707 году в Санкт-Петербурге была создана Аптекарская канцелярия, первоначально действовавшая параллельно с Аптекарским приказом. В 1714 (или 1716) году ведомство было подчинено архиатру, первым из которых стал Роберт Эрскин.
В 1712 году приказ, как и другие ведомства Петра I, был переведён в Санкт-Петербург. Первоначально после переезда приказ размещался в Петропавловской крепости.
В 1707 г. Николай Бидлоо, выпускник Лейденского университета, открыл первую в России госпитальную школу. Она действовала при первом военном сухопутном госпитале за рекой Яузой. Как и в других европейских странах, анатомию преподавали на трупах. В 1718—1720 гг. открылись первые госпитали в Петербурге и Кронштадте. Уже в 1733 г. при этих госпиталях также имелись собственные школы. В 1758 г. упоминается о наличии госпитальной школы в Барнауле.
В 1714 году приказ переименован в Канцелярию Главной аптеки.

### Медицинская канцелярия
14 августа 1721 года был издан Указ «Об учреждении в городах аптек под смотрением Медицинской Коллегии, о вспоможении приискивающим медикаменты в Губерниях, и о бытии под надзором помянутой Коллегии гошпиталям». Новому учреждению, со статусом Канцелярия, подчинялись все госпитали, аптеки, доктора. В функции Медицинской канцелярии вошли:
- осуществление высшего надзора за госпиталями и аптеками, госпитальными школами;
- увеличение числа госпиталей и аптек, в том числе вольных;
- ведение всеми медиками — определение их на службу, назначение жалованья и награды;
- принятие мер к прекращению заразных болезней;
- распространение медицинских знаний («наставления, относящиеся до сохранения народного здравия»);
- изыскание способов улучшения врачебной части[2].

Возглавлял канцелярию архиатр, подчинявшийся непосредственно императору. С 1721 года главой ведомства стал И. Л. Блюментрост. Он предложил проект преобразования медицинского дела в России.
С 1720-х годов для работы был определён участок для Аптекарских огородов и в 1722 построено новое здание. В этом доме аптека просуществовала с 1724 до 1839 года, когда переехала на Невский проспект, 66.
В 1730 г. императрица Анна Иоанновна утвердила штат Медицинской канцелярии и подчинённых ей контор, который включал: 8 придворных медиков, 2 штадт-физиков (главных врачей) и 2 лекарей (в Петербурге и Москве), 7 врачей, 10 подлекарей и 20 аптекарских учеников дохтурского госпиталя, 4 аптекаря, 11 старших и рядовых гезелей и 11 аптекарских учеников в Санкт-Петербургском сухопутном госпитале, главной (Верхней) и нижней аптеках, а также 34 других работника. Позже, в 1744 году, штат Канцелярии был сокращён — в него стали входить только сотрудники аппарата самой канцелярии и её Московской конторы.
В системе органов государственного управления Медицинская канцелярия занимала особое положение, так как уже с 1732 г. она была подчинена непосредственно Кабинету министров; ни Сенат, ни другие учреждения не имели права вмешиваться в её дела.
В 1750-е гг. П. 3. Кондоиди предпринял реформу системы медицинского образования. По его инициативе программа медицинских школ пополнилась преподаванием физиологии, акушерства, женских и детских болезней. Обучение лекарей длилось 7 лет и завершалась сдачей экзамена. В 1756 г. заработала первая в России медицинская библиотека.

### Медицинская коллегия
Подготовка реформы медицинского ведомства была поручена Екатериной II барону А. И. Черкасову. В результате, 12 ноября 1763 г. был подписан Указ о создании Медицинской коллегии. Коллегия делилась на два департамента: докторского и лекарского искусства и канцелярию. В присутствие коллегии входили восемь членов с правом голоса. В состав коллегии вошли, в частности, генеральный штаб-доктор Георг Аш, доктор Христиан Пеккен (занявший пост учёного секретаря Медицинской коллегии), доктор Андрей Линдеман, штаб-хирург Иоганн Вольф, хирург Иоганн Блок и аптекарь Иоганн Модель.
Функции Медицинской коллегии:
- организация медицинской помощи населению;
- надзор за деятельностью аптек;
- подготовка медицинских кадров;
- проверка знаний врачей, в том числе приехавших из-за границы;
- организация экспедиций для розыска отечественного лекарственного сырья;
- оспенные дома и вариоляция (оспопрививание);
- приказы общественного призрения (с 1775 года);
- врачебные управы (с 1797 года)[3].

В 1764 году издан указ, дающий право Медицинской коллегии присуждать степень доктора медицины.
Особым отделением Медицинской коллегии была Московская медицинская контора, руководимая штадт-физиком города.
В 1775 г. в губерниях были созданы приказы общественного призрения, одновременно учреждались должности уездных врачей. За их медицинской деятельностью наблюдала Медицинская коллегия. В 1797 году по инициативе Главного директора Медицинской коллегии А. И. Васильева в каждой российской губернии были созданы врачебные управы. В 1799 г. в коллегии были созданы пять отделений: первое отвечало за науку, второе — за генеральные сухопутные и морские госпитали, казённые аптеки, медико-хирургические академии; третье — за военную медицину; четвёртое — за гражданскую врачебную часть; пятое — за кадры российской медицины.

### Руководители в XVIII веке
Архиатеры, после 1740 года — директора Медицинской канцелярии:
- Р. К. Арескин (Эрскин) (1706—1718),
- И. Л. Блюментрост (1719—1730),
- В 1730—1732 году во главе канцелярии стоял коллективный орган управления — Докторское собрание, состоявшее из пяти врачей: Николай Бидлоо, Готлиб Шобер, Захар Ван-дер-Гульст, Антоний Севасто, Антон Де-Тейлс;
- И. Х. Ригер (1732—1734),
- И. Б. Фишер (1734—1741),
- И. Г. Лесток (1741—1748),
- Г. Бургав-Каау (6.12.1748 — 7.10.1751),
- П. 3. Кондоиди (1754—1760),
- И. Я. Лерхе (и. о. 1760 — ?)
- Я. Монси (1762—1763).

Президенты Медицинской коллегии:
- А. И. Черкасов (1763—1775),
- А. А. Ржевский (1775—1785),
- А. О. Закревский (1785—1794),
- В. Н. Зиновьев (1794—1800),
- Н. В. Леонтьев (1800—1804).

## Медицинское ведомство в XIX веке
В 1802 году с учреждением министерств Медицинская коллегия вошла в состав Министерства внутренних дел как Экспедиция государственной медицинской управы. Медицинские образование было передано в Министерство народного просвещения.
Переименования ведомства в начале XIX века:
- Экспедиция государственной медицинской управы (Медицинская экспедиция) при Департаменте МВД (1803—1811);
- Медицинский департамент при вновь созданном Министерстве полиции (1811—1819);
- Медицинский департамент (1819—1904) МВД.

Медицинский департамент стал главным органом управления медицинским делом в стране, который осуществлял врачебный и санитарный контроль. В его задачи входили: руководство местными органами организации здравоохранения (губернскими врачебными управами); организация борьбы с эпидемиями (в том числе бесплатное оспопрививание); руководство учебными заведениями и их обеспечение учебными пособиями; кадровое и лекарственное обеспечение учреждений здравоохранения; приглашение иностранных врачей в Россию; производство в медицинские и фармацевтические звания; управление минеральными водами; разработка законодательных актов; организация судебной экспертизы; распространение медицинской литературы и инструментов; развитие фармации и аптечного дела. С 1836 года пост главы департамента занимали опытные врачи.
Также в 1803 году в структуре МВД был создан Медицинский совет, который первоначально был совещательным и консультативным научным органом, способствовавшим распространению новых достижений в области медицины и развитию врачебной практики. Ему были поручены аттестация медицинских чинов и иностранных врачей, освидетельствование лекарственных препаратов, цензура медицинских сочинений и переводов, инструкции и рекомендации в области медицинской практики. Со временем Совет получил ряд административных и законотворческих полномочий, в частности, управлял Приказами общественного призрения.